# Rejon bieszenkowicki
Rejon bieszenkowicki (biał. Бешанко́віцкі раё́н, Bieszankowicki rajon, ros. Бешенко́вичский райо́н,  Bieszenkowiczskij rajon) – rejon w północnej Białorusi, w obwodzie witebskim.

## Geografia
Rejon bieszenkowicki ma powierzchnię 1249,65 km². Lasy zajmują powierzchnię 360,94 km², bagna 94,50 km², obiekty wodne 40,30 km².

### Położenie
Graniczy z rejonami: witebskim, lepelskim, sienneńskim, uszackim, czaśnickim, szumilińskim. Leży 51 km od Witebska, 210 km od Mińska, 33 km od stacji kolejowej Czaśniki na linii Orsza-Lepel.

### Ukształtowanie
Teren przeważnie równinny. Część południowa w leży w granicach Równiny Czaśnickiej, południowa – Niziny Połockiej i ostróg Wysoczyzny Horodeckiej. 91% powierzchni leży na wys. 150 m. Najwyższy punkt (179,8 m) na południowym zachodzie od wsi Plisy, najniższy (111,6 m) na południowym zachodzie, w dolinie Dźwiny.
W klasyfikacji tektonicznej rejon należy do północno-wschodnich stoków Białoruskiej anteklizy. Od góry zalegają wartswy antropogeniczne, warstwy polodowcowe ze zlodowaceń: pojeziornego, sożowskiego i dnieprowskiego, rzadziej berezyńskiego o gr. 75 – 160 m, niżej – odkłady dewońskie (200–3200 m) i górnoproterozoiczne (350–450 m).
Na terenie rejonu, w pobliżu wsi Horki, znajduje się największy (11 m) głaz na Białorusi.

### Bogactwa naturalne
W rejonie występuje torf, piasek budowlany, pospółka, glina.

### Klimat
Klimat umiarkowany kontynentalny. Średnia temperatura stycznia -7,5°С, lipca 17,8°С. Średnioroczna suma opadów 630 mm. Okres wegetacji 185 dni.

### Hydrografia
Przez rejon płynie Dźwina (długość na obszarze rejonu ok. 100 km, szerokość 170 m). Największe jej dopływy to: Ułła (40 km / 12 m), ze Świaczanką (38 km / 30 m), Krywinka (24 km / 25 m) z Biarozką (15 km / 10 m) i inne. Gęstość naturalnej sieci rzecznej wynosi 0,43 km/km².
Na terenie rejonu znajdują się 52 jeziora. Największe z nich to Saro. Kolejne po nim jeziora według głębokości: Koroniowskie, Białe, Płociszno, Wierbne, Ostrowieńskie, Bikłoża, Słobodzkie, Górnoćwiecze i inne.

### Gleby
Gleby ziem rolnych należą do grupy gleb sodowo-bielicowych, sodowo-bielicowych zabagnionych, sodowych, sodowo-węglanowych zabagnionych, aluwialnych, torfowo-błotnych. Pod względem składu ziarnowego – piaski gliniaste, pospółki, piaski, torfy.

### Roślinność
Lasy pokrywają 26% terytorium. Przeważają niewielkie masywy 6–17 km² (Lasy Chodczańskie, Puszcza Zielona). Wzdłuż Dźwiny na północny zachód – do 30 km² (uroczysło Kozły). W lasach występują: sosna, jodła, brzoza, osika, olsza czarna, olsza szara, jesion, dąb.
Bagna pokrywają 7% terytorium (nizinne, górne i przejściowe). Największe masywy bagienne: Czarniczanka, Zabalański Mech, Sorżycki Mech, Grzęda.

### Zwierzęta
Ze zwierząt myśliwsko-przemysłowych występuje łoś, dzik, sarna, lis, wilk, zając szarak, zając bielak, a także jeleń, kuna, norka, wiewiórka, jenotopodobny pies, tchórz czarny, bóbr, wydra, piżmak, kuropatwa szara, cietrzew, głuszec itd. Z ptactwa wodnego: kaczka krakwa, kaczka szara, łyska.

## Historia
Obszar rejonu zamieszkany jest od czasów starożytnych. Świadczą o tym wykopaliska archeologiczne Naddźwinia – siedziby człowieka pierwszych ludzi epoki kamiennej, a także grodziska, osady, kurhany. W drugiej połowie IX w. terytorium witebszczyzny, a razem z nim i Naddźwinie, weszło w skład Rusi Kijowskiej. W X w. powstało Księstwo połockie, które zajmowało tereny dzisiejszego obwodu witebskiego i północnej części obwodów mińskiego i mohylewskiego. Wygodne położenie w dorzeczach Dźwiny, Berezyny i Niemna sprzyjało rozwojowi niezależnej gospodarki i kultury połockiej ziemi, ustanowieniu szerokich powiązań handlowych z szeregiem krajów Zachodu i Wschodu i południową Rusią. Przyczyniał się do tego także przechodzący przez Księstwo szlak wodny "od Normanów do Greków", sprzyjający rozwojowi rzemiosła i handlu.
W końcu XIII-XIV w. źródła pisemne wspominają oficjalne umowy między Rygą, Połockiem i Witebskiem, później także Ułłą i Bieszenkowiczami dotyczące handlu na Dźwinie. Co roku na naddźwińskich przystaniach ładowano wosk, miód, konopie i inne towary. Wygodne położenie geograficzne sprzyjało wzrostowi i rozwojowi gospodarczemu naddźwińskich osad, jednak warunki przyrodnicze – wiele lasów, jezior, bagien, przewaga piaszczystych gleb – nie sprzyjały rozwojowi rolnictwa. Dlatego gospodarka miała tu charakter bardziej przemysłowy. Rozwijała się eksploatacja lasów: bartnictwo, łowiectwo, rybołówstwo i hodowla. Bieszenkowicze po raz pierwszy wspomniane są w źródłach pisanych w 1447 (według A. Sapunowa) lub w 1460 (według W. Turczynowicza).
Na początku XIV w. terytorium rejonu wchodziło w skład Wielkiego Księstwa Litewskiego (od 1504 – w województwie połockim), po unii lubelskiej 1569 w składzie Rzeczypospolitej Obojga Narodów. W wyniku I rozbioru 1772 prawobrzeżna część bieszenkowiczyzny włączona została do Imperium Rosyjskiego, a po II rozbiorze (1793) – również część lewobrzeżna. Tereny te weszły w skład powiatu lepelskiego guberni połockiej, a od 1802 – witebskiej.
Duże znaczenie dla rozwoju ekonomicznego Bieszenkowicz, Ułły i innych miejscowości miała budowa w latach 1797-1805 i oddanie do eksploatacji berezyńskiego systemu wodnego służącego do transportu materiałów leśnych z guberni mińskiej do Rygi. Bieszenkowicze były znane na całą gubernię witebską ze swojego kiermaszu pietropawłowskiego, jednego z największych na terenie Białorusi w XVIII w.
W czasie wojny francusko-rosyjskiej 1812 w pobliżu wsi Ostrowno, Kukawiaczyna, Dorohokupów miały miejsce ciężkie walki wojsk rosyjskich z armią Napoleona. 11 lipca 1812 Bieszenkowicze zostały zajęte przez wojska francuskie, które rozmieściły tu swój garnizon. Kilka dni mieścił się tam sztab cesarza.
W pierwszej połowie XVIII w. na Białorusi, jak i w Rosji zaczęły się procesy rozpadu stosunków feudalno-poddańczych. Zwiększenie pańszczyzny doprowadziło do gwałtownego zbiednienia chłopów. Wywoływało to liczne powstania, które dosięgnęły i Naddźwinie. Jednym ze znacznych wystąpień chłopów był bunt 1822 w Bieszenkowiczach należących wówczas do grafa Joachima Chraptowicza. Nie mogąc wytrzymać ucisku ze strony jego ekonoma i starosty, mieszkańcy miejscowości i przyległych do niej wsi wystosowali petycję do cara, w której skarżyli się na warunki życia i pracy. Bunt mieszczan z Bieszenkowicz jak i niepokoje chłopów Naddźwinia przeciwko grafowi zostały stłumione.
W czasie rewolucji 1905-1907 wystąpienia na bieszenkowiczyźnie nabrały ostrego, politycznego charakteru. Miała miejsce agitacja witebskiej organizacji RSDRP (miała filię w Bieszenkowiczach), połockiej organizacji RSDRP, witebskiego socjaldemokratycznego komitetu Bunda.
Rejon oficjalnie utworzony został 17 lipca 1924. Do 26 lipca 1930 znajdował się w składzie okręgu witebskiego. 20 lutego 1938 włączono go do obwodu witebskiego.

## Demografia

### Liczba ludności
Całkowita liczba ludności rejonu w 2006 wynosiła 21 400 osób, w tym w miasteczku Bieszenkowicze – 8 100. Gęstość zaludnienia 17,12 os./km².
- 2005: 21 800
- 2006: 21 400
- W 2009 roku rejon zamieszkiwało 18 516 osób, w tym 7 344 w osiedlu typu miejskiego i 11 172 na wsi[3].
- 1 stycznia 2010 roku rejon zamieszkiwało ok. 18 300 osób, w tym ok. 7 300 w osiedlu typu miejskiego i ok. 11 000 na wsi[4].

### Religia
W rejonie istnieje 16 wspólnot religijnych: 11 prawosławnych, 2 rzymskokatolickie, 1 adwentystów dnia siódmego, 1 chrześcijan wiary ewangelickiej "Dobra nowina", 1 baptystów.
Działają szkoły niedzielne – 2 prawosławne i 2 rzymskokatolickie.

## Gospodarka
Hodowla mleczno-mięsna, uprawa zbóż i roślin paszowych, ziemniaków. Przedsiębiorstwa przemysłu lekkiego i spożywczego.

### Transport
Przez teren rejonu przechodzą drogi Lepel-Witebsk i Szumilino-Sienno.
W Bieszczenkowiczach, na lewym brzegu Dźwiny znajduje się przystań rzeczna.

## Znane osoby urodzone w rejonie
- Lew Sapieha (1557-1633) – polityczny, społeczny i wojskowy działacz Rzeczypospolitej Obojga Narodów, dyplomata i minister
- Jan Chrucki (1810-1885) – malarz
- Cimafiej Harbunou (1904-1969) – historyk, akademik Akademii Nauk Białoruskiej SRR
- Arkadź Hiejne (1919-1942) – poeta, publicysta
- Leu Dawatar[5] (1903—1941) – białoruski wojskowy, generał-major, Bohater Związku Radzieckiego
- Konstantin Abazowski (1919-1944) – radziecki wojskowy, podporucznik, Bohater Związku Radzieckiego

## Zabytki

### Zachowane
- Cerkiew Świętego Proroka Eljasza w Bieszenkowiczach (1870)
- Zespół pałacowo-parkowy Chreptowiczów w miasteczku Bieszenkowiczach (XVIII w.)
- Zespół dworsko-parkowy Ciechanowieckich w Boczejkowie (XVIII w.)
- Cerkiew Matki Bożej Kazańskiej w Darahakupowie (początek XX w.)
- Cerkiew Św. Mikołaja Cudotwórcy we wsi Dobryhor (połowa XIX w.)
- Park "Sołominka" we wsi Dobryhor (początek XX w.)
- Grodzisko we wsi Rubież
- Kościół Najświętszej Trójcy w Ule (1864)
- Cerkiew Św. Trójcy w Ule (1896)
- Zespół dworsko-parkowy Niedźwiedzickich we wsi Dwór Niezhołów (koniec XIX w.)

### Ruiny
- Cerkiew Opieki Matki Bożej w Marcinowie
- Kościół w Ostrownie
- Cerkiew Św. Mikołaja w Słobódce (początek XX w.)
- Cerkiew Narodzenia Najświętszej Bogurodzicy w Świeczy (1895)

### Całkowicie zniszczone
- Kościół Świętych Kazimierza i Rafała w Bieszenkowiczach (1876)
- Synagoga w Bieszenkowiczach
- Cerkiew unicka Przemienienia Pańskiego w Boczejkowie (1675)
- Pałac Ciechanowieckich w Boczejkowie
- Cerkiew unicka Św. Józefa w Chocinie (1770)
- Cerkiew unicka w Marcinowie
- Dwór Reuttów w Marcinowie
- Kościół w Ostrownie (1912)
- Ratusz w Ostrownie (XVIII w.)
- Synagoga w Ostrownie (XVIII w.)
- Cerkiew Opieki Matki Boskiej w Ule (1857)
- Zespół dworsko-parkowy Szczytów w Wierzchowie (1860)
- Kościół we wsi Połujezierje (1750)

## Podział administracyjny
8 marca 2004 zlikwidowano 5 rad wiejskich: drozdowską, pliską, rubieską, sokorowską i świaczańską. Stworzono ulską radę wiejską.
Obecnie rejon posiada w swoim składzie 7 rad wiejskich: ostrowieńską, boczejkowską, bieszenkowicką, wierchiedźwińską, wierzchowską, sorżańską, ulską. Rejon posiada 243 wsie. Największe z nich: Ostrowno, Boczejków, Ułła.

### Miejscowości
- Ostrowno
- Boczejków
- Bieszenkowicze
- Ułła
- Ułazawicze
- Wierzchów
- Dobryhor
- Darahakupów
- Dwór Niezhołów
- Horki
- Mitkawicze
- Niezhołów
- Połuzierje
- Słobódka
- Strzyżowo
- Świecza
- Chocino

## Literatura
- Энцыклапедыя прыроды Беларусі: у 5 т. / рэдкал. І.П. Шамякін [і інш.]. – Мн., 1983. – Т. 1. – С. 291–292.
- Туристская энциклопедия Беларуси / редкол. Г.П. Пашков [и др.] ; под общ. ред. И.И. Пирожника. – Мн., 2007. – С. 46. ISBN 978-985-11-0384-9
- Крачкоўскі, А.В. Край наш Наддзвінскі / А.В. Крачкоўскі. – Мн., 1990. – 80 с. : іл. – (Па родным краі).
- Крачкоўскі, А.В. Светлы Бешанковіцкі куток / А.В. Крачкоўскі.- Віцебск, 2001. – 152 с.
- Памяць : гісторыка-дакументальная хроніка Бешанковіцкага раёна / рэдкал. І.П. Шамякін [і інш.]. – Мн., 1991. – 423 с.